# Cécile De Gernier
Cécile De Gernier est une joueuse de football belge née le 25 mai 1986 à Uccle (Belgique).

## Biographie
Cécile De Gernier débute à l'âge de 7 ans au RRC Boitsfort, elle y joue 7 ans dans des équipes mixtes. Elle rejoint ensuite le FCF White Star Woluwé, club avec lequel elle va monter de D3 en D1. Cela, en trois ans. Elle va jouer deux saisons en D1 avec le club woluwéen. 
En 2007, elle est transférée au Standard Fémina de Liège. Elle y joue quatre ans pendant lesquels elle va remporter deux titres de championne de Belgique et une Super Coupe de Belgique. Elle va alors au RSC Anderlecht. Après une saison, elle revient au Standard de Liège. Elle ajoute, à son palmarès, cinq nouveaux titres. En 2016, elle retourne dans le club qui l'a fait connaître, le FCF White Star Woluwé, après quelques matchs, elle arrête.
Après un peu plus d'un an d'arrêt, elle rejoue au Standard de Liège.

### Télévision
Pour le retour de la Jupiler Pro League 2020-2021, Cécile devient chroniqueuse dans l'émission Studio - La Tribune sur la chaîne belge Tipik. Cette émission footballistique a lieu tous les lundis soirs à 20h30. 
Elle a également été consultante RTBF pour les matchs de la Belgique à l'Euro 2017 et pour l'Euro 2020... joué en 2021.

## Palmarès
- Championne de Belgique (6) : 2009 - 2011 - 2013 - 2014 - 2015 - 2016
- Championne de Belgique et des Pays-Bas (1) : 2015
- Vainqueur de la Coupe de Belgique (1) : 2014
- Finaliste de la Coupe de Belgique (1) : 2009
- Vainqueur de la Super Coupe de Belgique (2) : 2009 - 2012
- Doublé Championnat de Belgique-Coupe de Belgique (1) : 2014
- Doublé Championnat de Belgique-Super Coupe de Belgique (1) : 2009
- Doublé Super Coupe de Belgique-BeNe SuperCup (1) : 2012
- Vainqueur de la BeNe SuperCup (1) : 2012

### Bilan
- 10 titres, tous avec le Standard de Liège

## Statistiques

### Ligue des Champions
- De 2009 à 2015 : 10 matchs avec le Standard de Liège